# ウィリー・リンカーン
ウィリアム・ウォレス “ウィリー”・リンカーン（英語: William Wallace "Willie" Lincoln, 1850年12月21日 - 1862年2月20日）は、第16代アメリカ合衆国大統領エイブラハム・リンカーンとメアリー・トッド・リンカーンの三男。11歳で病死した。

## スプリングフィールドの生活
ウィリー・リンカーンは1850年12月21日にエイブラハム・リンカーンとメアリー・トッド・リンカーンの三男として出生した。下の兄のエディ・リンカーンは10か月前の1850年2月1日に亡くなっていた。
イリノイ州スプリングフィールドに在住していた期間に、ウィリーとその弟のタッドは「悪名高いいたずらっ子」とみなされていた。エイブラハムと法律事務所を共同で経営するウィリアム・ハーンドンは棚から本を引っ張り出し、事務所内をひっかきまわしている子どもたちにエイブラハムが気付いていないと書き残している。
両親と同様に勉学を好み、非常に賢い子どもであった。詩を書き、鉄道の時刻表を作成し、数学に優れた能力を発揮した。また、穏やかな心を持ち、タッドより良心的であった。

## ホワイトハウスの生活
エイブラハムが1860年アメリカ合衆国大統領選挙に勝利してアメリカ合衆国大統領に選出されたため、一家はホワイトハウスに移住した。ここがウィリーとタッドの新たな遊び場となった。メアリーの要請に応じてジュリア・タフト(1845-1933)、彼女の14歳の弟「バド」（ホレイショ・ネルソン・タフト・Jr.、1847-1915）と12歳の弟「ホリー」（ハルゼイ・クック・タフト、1849-1897）がホワイトハウスに呼ばれ、2人の男の子はウィリーとタッドの遊び仲間になった。また、この三人の姉弟の長兄（異母兄）であったチャールズ・サビン・タフト(1835-1900)は内科医であり、後1865年4月14日夜、エイブラハム・リンカーン大統領がフォード劇場で狙撃された際、偶然に客席に居合わせ、同じく居合わせた外科医チャールズ・リールとともに、遭難直後の大統領を診察した医師二人のうちの一人となった。

## 病と死

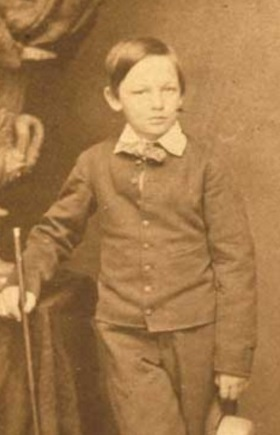
ウィリー・リンカーン。1862年に撮影

ウィリーとタッドは1862年初めに病気になった。汚染されたポトマック川からの水が病気をもたらしたと見られている。ウィリー・リンカーンは1862年2月20日におそらく腸チフスと見られる病気によって亡くなった。11歳没。エイブラハムは「私のかわいそうな坊や。この世にはもったいない存在だった。彼は神の家に呼ばれたのだ。天国でより幸せになることを知っているが、我々は彼をとても愛していたんだよ。つらい。彼が死ぬのはつらい」と述べた。
メアリーは4人の息子の中でとりわけウィリーを愛していたのでショックは大きく、葬儀に出席できないほど落胆した。南北戦争中であったため、世間は息子の死を看取ることができたのは大統領夫人の特権だと、メアリーに対して非難を浴びせた。両親の失意の状態はその後もいつまでも続いた。エイブラハムは3年後の暗殺される当日に戦争と最愛のウィリーの死が夫婦にとって多大な不幸をもたらしたが、立ち直らなければならないとメアリーに話している。ウィリーと非常に仲の良かったタッドは兄の死後もしばらくは病気が回復せず、兄を失った悲しみですすり泣いてばかりいた。
ウィリーはジョージタウンのオークヒル墓地に埋葬された。1865年の父親の暗殺後にウィリーの棺は掘り起こされ、一時的な墓に移された。1871年9月19日にスプリングフィールドにあるオークリッジ墓地に父のエイブラハム、下の兄のエディ、弟のタッド（1871年に18歳で病死）とともに再埋葬された。